# Ляскі (Пйотрковський повіт)
Ляскі (пол. Laski) — село в Польщі, у гміні Воля-Кшиштопорська Пйотрковського повіту Лодзинського воєводства.
Населення — 176 осіб (2011).
У 1975-1998 роках село належало до Пйотрковського воєводства.

## Демографія
Демографічна структура станом на 31 березня 2011 року:
|          | Загалом | Допрацездатний вік | Працездатний вік | Постпрацездатний вік |
| -------- | ------- | ------------------ | ---------------- | -------------------- |
| Чоловіки | 88      | 30                 | 52               | 6                    |
| Жінки    | 88      | 20                 | 51               | 17                   |
| Разом    | 176     | 50                 | 103              | 23                   |